# 新未來城草地盃
新未來城草地盃，是於沙特阿拉伯安都拉茲馬場舉辦供北半球產4歲或以上及南半球產3歲或以上馬匹競逐的國際二級賽（G2），途程為草地2100米。

## 概述
本賽事為沙特阿拉伯賽馬會於2020年創設的賽事，爲沙特盃賽馬日其中一場分級賽。
賽事名稱中的新未來城，就是位於沙特阿拉伯西北部塔布克省中一個正在規劃的跨境城市。
此外，此賽事亦設有出賽限制，海外參賽馬必須曾於國際賽馬組織聯盟的《國際賽事編錄標準及國際賽事統計冊》的第一部分賽馬地區的分級賽中獲得頭四名，或於國內取得100或以上的評分方可報名，雌馬則需獲得96或以上的評分。

## 優先出賽權
於下表任何一項賽事中跑獲冠軍的馬匹將獲得同季此賽的優先出賽權：
| 賽事名稱             | 級別 | 國家 | 馬場       | 途程       |
| -------------------- | ---- | ---- | ---------- | ---------- |
| 飛馬世界盃草地邀請賽 | G1   | 美国 | 灣流園馬場 | 草地9化朗  |
| 挑戰盃               | GIII | 日本 | 阪神競馬場 | 草地2000米 |
| 巴林國際錦標         | G3   | 巴林 | 巴林馬場   | 草地2000米 |

## 歷史
- 2020年 - 於安都拉茲馬場設立名爲「穆罕默德優素福納吉摩托盃」的賽事，途程為草地2100米。首屆賽事由巴林訓練的「Port Lions」勝出。
- 2021年 - 更名為新未來城草地盃。
- 2022年 - 隨着沙特阿拉伯列入國際賽馬組織聯盟的《國際賽事編錄標準及國際賽事統計冊》的第二部分賽馬地區[1]，此賽從該年開始升格為國際三級賽（G3）。
- 2024年 - 獲升格為國際二級賽（G2），同時，總獎金提升至200萬美金[2] 。

## 歷屆冠軍
| 屆數  | 日期          | 馬場     | 距離  | 马名       | 性齡 | 代表國家 | 時間    | 騎師     | 練馬師         | 馬主                                    |
| ----- | ------------- | -------- | ----- | ---------- | ---- | -------- | ------- | -------- | -------------- | --------------------------------------- |
| 第1屆 | 2020年2月29日 | 安都拉茲 | 2100m | Port Lions | 雄5  | 巴林     | 2:11.41 | 范以誠   | 納斯           | Victorious Racing                       |
| 第2屆 | 2021年2月20日 | 安都拉茲 | 2100m | 真我本色   | 雌8  | 爱尔兰   | 2:10.57 | 杜苑欣   | 莫威利         | Three Mile House & OTI Partnetship      |
| 第3屆 | 2022年2月26日 | 安都拉茲 | 2100m | 威信英明   | 雄5  | 日本     | 2:06.72 | 李慕華   | 木村哲也       | Silk Racing Co Ltd                      |
| 第4屆 | 2023年2月25日 | 安都拉茲 | 2100m | 瞄得對     | 雄5  | 英国     | 2:06.24 | 高俊誠   | 高仕登及高素德 | Shadwell Estate Co Ltd                  |
| 第5屆 | 2024年2月24日 | 安都拉茲 | 2100m | 飛舞心靈   | 閹7  | 英国     | 2:07.10 | 柯浩新   | 范鴻禧         | P. Done, Sir Alex Ferguson, C. J. Mason |
| 第6屆 | 2025年2月22日 | 安都拉茲 | 2100m | 真命新帝   | 雄4  | 日本     | 2.07.74 | 坂井瑠星 | 矢作芳人       | 藤田晉                                  |

## 來自戰線
以下列表列出歷屆冠軍上次出賽賽事及上次勝出賽事：
| 詳細戰線列表 |            |                      |       |        |                |      |
| 年份         | 馬匹       | 上次出賽賽事         | 級別  | 名次   | 上次勝出賽事   | 級別 |
| 2020         | Port Lions | 阿勒哈利法王子殿下盃 | BHRGI | 冠軍   | 同左           | 同左 |
| 2021         | 真我本色   | 女皇伊利沙伯錦標     | GIII  | 冠軍   | 同左           | 同左 |
| 2022         | 威信英明   | 日本盃               | GI    | 亞軍   | 阿根廷共和國盃 | GII  |
| 2023         | 瞄得對     | 凱旋門大賽           | GI    | 第20名 | 九月錦標       | GIII |
| 2024         | 飛舞心靈   | 傑貝哈特錦標         | GI    | 殿軍   | 巴林國際錦標   | GII  |
| 2025         | 真命新帝   | 日本盃               | GI    | 亞軍   | 京都兩歲錦標   | GIII |

## 外部連結
- 官方網頁 （页面存档备份，存于）